# Federalizacja Australii

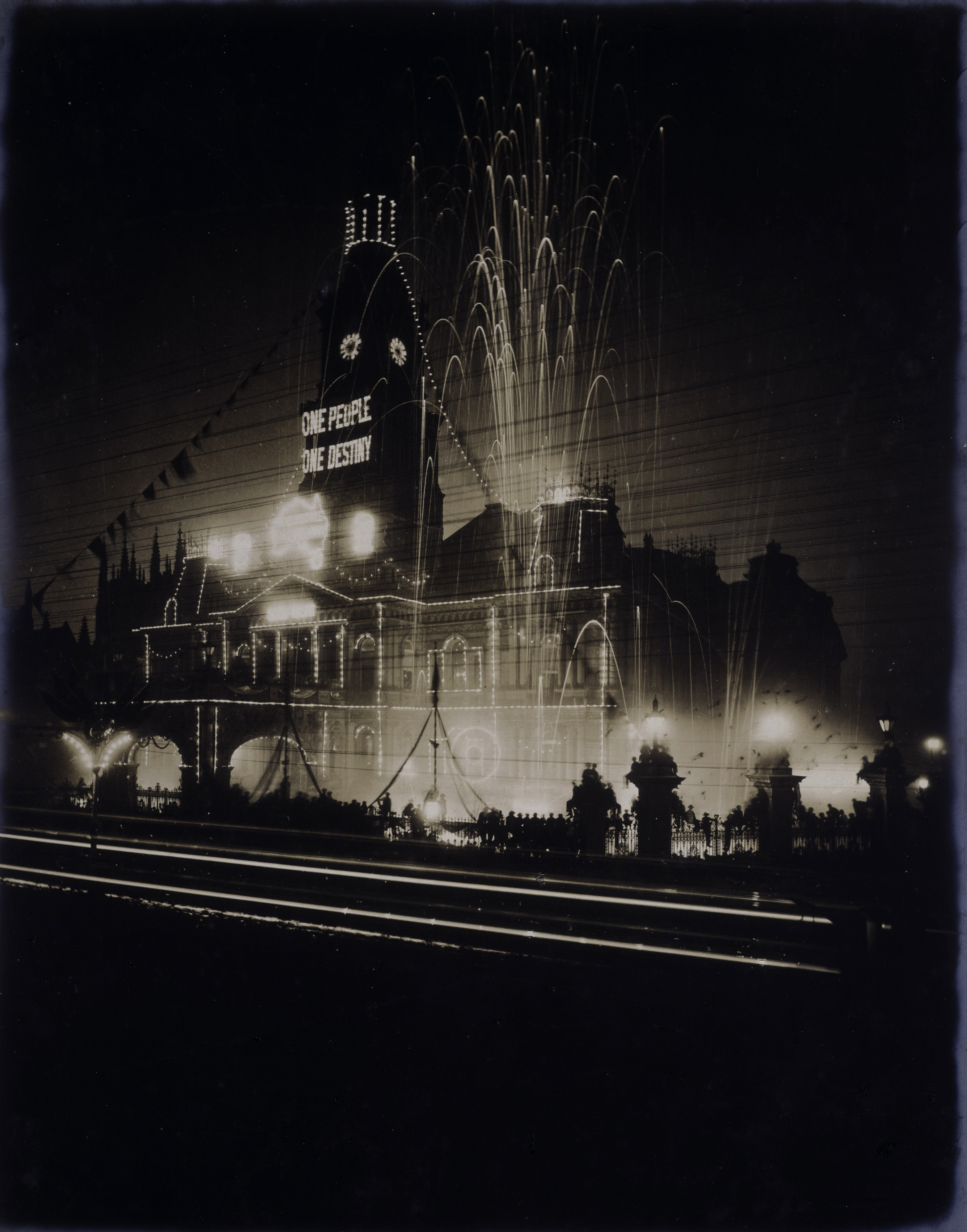
Ratusz w Sydney rozświetlony światłami i fajerwerkami z okazji inauguracji Związku Australijskiego, rok 1901. Napis na budynku brzmi One people, one destiny (Jeden naród, jedno przeznaczenie).

Federalizacja Australii (ang. Federation of Australia) – proces, w wyniku którego sześcioro brytyjskich samorządnych kolonii (Queensland, Nowa Południowa Walia, Wiktoria, Tasmania, Australia Południowa i Australia Zachodnia) zgodziło się na zjednoczenie i wspólne uformowanie Związku Australijskiego, tworząc tym samym federację. Fidżi oraz Nowa Zelandia również miały wziąć udział w tym procesie, jednak ostatecznie zrezygnowały. Po ustanowieniu federacji sześć zjednoczonych kolonii zachowało systemy rządów (i dwuizbowe ciała ustawodawcze), które ukształtowały za czasów bycia oddzielnymi koloniami, jednakże zgodziły się na posiadanie wspólnego rządu federalnego, odpowiedzialnego za sprawy dotyczące całego narodu. Kiedy Konstytucja Australii weszła w życie 1 stycznia 1901 roku kolonie stały się stanami Związku Australijskiego.
Wysiłki mające na celu utworzenie federacji w połowie XIX wieku nie przyniosły efektów przez brak powszechnego poparcia dla ruchu. W latach 90. XIX wieku odbyło się wiele zgromadzeń mających na celu opracowanie konstytucji Związku. Sir Henry Parkes, premier kolonii Nowej Południowej Walii, odegrał kluczową rolę w tym procesie. Sir Edmund Barton, ustępujący tylko Parkesowi pod względem zaangażowania w sprawę powołania federacji, był tymczasowym premierem Australii podczas inauguracyjnych wyborów ogólnonarodowych w marcu 1901 roku. Wyniki wyborów pozwoliły zostać Bartonowi na stanowisku premiera, chociaż nie udało mu się zdobyć większości.
Okres ten nadał nazwę stylowi architektonicznemu panującemu wówczas w Australii, znanemu jako Federation architecture lub Federation style.